# Danh sách nhân vật trong Đại chiến Titan
Manga và anime Đại chiến Titan bao gồm các nhân vật giả tưởng được tạo ra bởi mangaka Isayama Hajime. Câu truyện lấy bối cảnh khi toàn nhân loại phải sống sau các bức tường được dựng nên để đề phòng Titan, những sinh vật vừa có hình người vừa ăn thịt người. Eren Yeager, nhân vật chính của bộ truyện, đã thề rằng sẽ giết hết Titan sau khi chứng kiến một Titan tàn phá quê nhà và ăn thịt mẹ mình.

## Các nhân vật xuất hiện nhiều

### Quân Trinh Sát

#### Eren Yeager
Lồng tiếng: Yūki Kaji (tiếng Nhật), Bryce Papenbrook (tiếng Anh)
Eren Yeager là nhân vật chính của Đại chiến Titan. Cậu là con trai duy nhất của Grisha và Carla Yeager và là em trai cùng cha khác mẹ của Zeke Yeager. Cậu hiện tại đang nắm giữ sức mạnh của Titan Tiến Công, Titan Búa Chiến và Titan Thủy Tổ. Eren sinh ra và lớn lên tại quận Shiganshina, môt thị trấn nhô ra khỏi phía Nam thành Maria. Cậu đã sống một cuộc sống bình thường cho đến năm 845, khi Titan Đại Hình và Titan Thiết Giáp phá thủng bức tường thành, khiến các Titan khác ở bên ngoài tràn vào và tàn phá cả thành phố. Giữa cuộc hỗn loạn, Eren đã chứng kiến mẹ mình bị một Titan ăn thịt ngay trước mắt. Việc này đã dấy lên lòng căm thù Titan bên trong Eren, và cậu thề rằng sẽ tiêu diệt tất cả bọn chúng. Không lâu sau đó, cha của Eren, Grisha đã tìm thấy cậu và đưa cho cậu chiếc chìa khóa dẫn tới căn hầm của mình dưới nhà, nơi mà Eren đã luôn tò mò về bấy lâu nay. Ông bảo cậu rằng phải tìm được căn hầm bằng mọi giá và tái chiếm thành Maria. Sau đó, Grisha đã tiêm vào Eren chất dịch tủy của Titan, khiến cậu biến thành một Titan và ăn thịt cha mình, kế thừa Titan Tiến Công và Titan Thủy Tổ. Hai năm sau, Eren cùng bạn thân Mikasa Ackerman và một người bạn thân Armin Arlert của mình gia nhập Khóa huấn luyện thứ 104. Cả ba đều đã tốt nghiệp thành công, với Eren đứng hạng 5 trên 10 học viên xuất sắc nhất khóa, và đã cùng nhau gia nhập Quân Trinh Sát sau cuộc chiến ở quận Trost. Sau khi đã tìm thấy căn hầm và mở khóa những ký ức của cha mình, Eren đã biết được sự thật về nguồn gốc của Titan, cũng như lịch sử của hai Đế quốc Eldia và Marley. Cậu sau đó thề sẽ giải phóng quê hương mình khỏi kẻ thù thực sự của họ: toàn bộ nhân loại ở bên kia đại dương. Sau khi ăn thịt Lara Tybur trong cuộc đột kích vào Liberio, cậu đã có được sức mạnh của Titan Búa Chiến. Eren Yeager sinh ngày 30/3.
Mikasa Ackerman
Lồng tiếng: Yui Ishikawa (tiếng Nhật), Trina Nishimura (tiếng Anh)
Mikasa Ackerman là một trong hai nhân vật thứ chính của Đại chiến Titan, cùng với Armin Arlert. Cô là con gái nuôi của Grisha và Carla Yeager và là chị gái nuôi của Eren Yeager(Mikasa lớn hơn Eren một tháng). Sau khi cha mẹ ruột của mình bị bọn buôn người sát hại, Mikasa đã được giải cứu bởi Eren. Cô sau đó đã đến sống cùng Eren và cha mẹ cậu trong khoảng một năm trước khi thành Maria sụp đổ. Mikasa cũng là hậu duệ cuối cùng của gia tộc Shogun ở trên đảo Paradis, do đó cũng có mối quan hệ với gia đình Azumabito, và nắm giữ quyền lực chính trị quan trọng trong Hizuru. Mặc dù chỉ mong muốn được sống một cuộc sống yên bình với Eren, Mikasa đã lựa chọn cùng cậu gia nhập quân đội, nơi mà cô được đánh giá là người lính giỏi nhất trong Khóa huấn luyện thứ 104. Cô sau đó đã gia nhập Quân Trinh Sát để theo dõi và bảo vệ Eren. Cô hiện tại đang thuộc bậc thượng cấp trong binh đoàn. Mikasa Ackerman sinh ngày 10/2, cùng ngày sinh với Falco Grice.

#### Armin Arlert
Lồng tiếng: Marina Inoue (tiếng Nhật), Josh Grelle (tiếng Anh)
Armin Arlert là một trong hai nhân vật thứ chính của Đại chiến Titan, cùng với Mikasa Ackerman. Cậu là Đoàn trưởng thứ 15 và hiện tại của Quân Trinh Sát, được chỉ định bởi Hange Zoë trước khi cô hi sinh. Cậu cũng là người bạn thân từ thuở nhỏ của Eren Yeager và Mikasa Ackerman. Mặc dù là người có thể lực yếu nhất trong Khóa huấn luyện thứ 104, nhưng trí thông minh và tài mưu lược của Armin thì gần như vô giá, đặc biệt khi được kết hợp với Hange. Dù thế, cậu vẫn không tự thấy mình tài giỏi như vậy và thường có lòng tự tôn thấp. Sau trận chiến ở quận Shiganshina, Armin đã lấy sức mạnh Titan từ Bertholdt Hoover và trở thành Titan Đại Hình. Armin Arlert sinh ngày 3/11.

#### Jean Kirschtein
Lồng tiếng: Kishō Taniyama (tiếng Nhật), Mike McFarland (tiếng Anh)
Jean Kirschtein là môt học viên đã tốt nghiệp của Khóa huấn luyện thứ 104 và đứng hạng 6 trên 10 người xuất sắc nhất. Jean đến từ quận Trost của thành Rose, và gia nhập quân đội với hi vọng có được một cuộc sống yên bình bên trong những bức tường với tư cách là một người của Quân Cảnh Vệ, nhưng sau đó cậu lại gia nhập Quân Trinh Sát. Hiện tại, cậu giữ chức sĩ quan chỉ huy trong Quân Trinh Sát và dẫn đầu một tiểu đội trong cuộc đột kích vào Liberio. Jean Kirschtein sinh ngày 7/4. 

#### Connie Springer
Lồng tiếng: Hiro Shimono (tiếng Nhật), Clifford Chapin (tiếng Anh)
Connie Springer (hay Conny Springer) là một học viên đã tốt nghiệp của Khóa huấn luyện thứ 104 và đứng hạng 8 trên 10 người xuất sắc nhất. Đến từ làng Ragako bên trong thành Rose, mong muốn lớn nhất của Connie là làm cho cha mẹ mình và cả ngôi làng tự hào về mình. Vì vậy, sau khi tốt nghiệp, cậu đã gia nhập Quân Trinh Sát. Cậu hiện tại đang thuộc bậc thượng cấp trong binh đoàn. Connie Springer sinh ngày 2/5. 

#### Sasha Braus
Lồng tiếng: Yū Kobayashi (tiếng Nhật), Ashly Burch, Megan Shipman (tiếng Anh)
Sasha Braus (hay Sasha Blouse) là môt thành viên của Quân Trinh Sát và là một trong số ít các cựu học viên của Khóa huấn luyện 104, trong đó cô đã đứng hạng 9 trên 10 người xuất sắc nhất, đã quyết định gia nhập quân đoàn khi thấy đồng cảm với mong muốn có thể tiêu diệt được Titan của Eren. Là một người thường xuyên tích trữ thực phẩm với môt cách nói chuyện lịch sự quá mức, Sasha đến từ Dauper, một ngôi làng nằm ở lãnh thổ phía Nam của thành Rose. Sau khi cuộc đột kích ở Liberio vừa kết thúc, cô đã bị bắn chết bởi Gabi Braun, một trong số những ứng cử viên Chiến binh Marley, khi đang cùng đồng đội lên đường trở về đảo Paradis. Sasha Blouse sinh ngày 26/7.  

#### Floch Forster
Lồng tiếng: Kenshō Ono (tiếng Nhật), Matt Shipman (tiếng Anh)
Floch Forster là một cựu tân binh của Quân Trinh Sát. Cậu đã gia nhập vào binh đoàn trước khi trở về quận Shiganshina, nơi cậu được phân vào đội Klaus. Bên cạnh Hange Zoë và đội Levi, Floch là người duy nhất còn sống sót của trận chiến. Sau khi khám phá được sự thật, Floch bắt đầu có một sự thù ghét đối với nhân loại bên ngoài bức tường thành. Cậu là một trong những thành viên của phái Yeager và tin rằng Eren là người duy nhất có thể cứu được "Tân Đế quốc Eldia". Floch Foster sinh ngày 8/10.

#### Erwin Smith
Lồng tiếng: Daisuke Ono (tiếng Nhật), J. Michael Tatum (tiếng Anh)
Erwin Smith  là Đoàn trưởng thứ 13 của Quân Trinh Sát, đồng thời là người đầu tiên được chọn vào vị trí này khi mà người tiền nhiệm vẫn còn sống và đảm nhiệm chức vụ. Sáng suốt, thông minh và được nhiều người kính trọng, Erwin là một Đoàn trưởng tài ba và mẫu mực. Mặc dù vô cùng quan tâm tới người của mình, anh cũng không hề do dự hi sinh họ cho lợi ích và sự phồn vinh của nhân loại, và các binh lính của anh cũng tỏ ra hơn cả sẵn sàng để đặt tính mạng mình vào mệnh lệnh của Erwin. Trong sự nghiệp của mình, Erwin đã sáng tạo và phát triển Đội Hình Chiến Thuật Từ Xa giúp số người chết trong những cuộc viễn chinh ngoài thành giảm xuống đáng kể. Vì không chắc chắn được rằng tương lai mình sẽ ra sao, anh đã chỉ định trước Hange Zoë làm người kế nhiệm chức vụ Đoàn trưởng của mình. Anh đã hy sinh trong trận chiến tái chiếm thành Maria. Erwin Smith sinh ngày 14/10.

#### Levi Ackerman
Lồng tiếng: Hiroshi Kamiya (tiếng Nhật), Matthew Mercer (tiếng Anh)
Levi Ackerman, thường được gọi một cách lịch sự là Đội trưởng Levi, là đội trưởng của Đội Đặc nhiệm Đặc biệt thuộc Quân Trinh Sát. Anh được biết đến rộng rãi là "Người lính mạnh nhất nhân loại". Levi xuất thân từ Thành phố ngầm, là con trai của Kuchel Ackerman với một vị khách khi làm việc trong nhà thổ. Sau khi mẹ qua đời vì bệnh, anh gặp được Kenny - anh trai của Kuchel - và từ đó sống với ông, được ông dạy cách sống sót dưới lòng đất. Tuy nhiên sau một thời gian, Kenny đã rời bỏ anh. Anh có mối quan hệ đặc biệt với Đoàn Trưởng Erwin Smith - người đã đưa anh vào quân trinh sát, Levi luôn nghe lời và tin tưởng tuyệt đối vào các quyết định của Erwin. Tuy nhiên, Levi dường như đã mất phương hướng và mục tiêu sống của mình sau sự hi sinh của Erwin trong cuộc tái chiếm thành Maria. Sau này, mục tiêu của anh là phải giết chết được Zeke để hoàn thành lời hứa với Erwin. Levi Ackerman sinh ngày 24/12   
Hange Zoe
Lồng tiếng: Romi Park (tiếng Nhật), Jessica Calvello (tiếng Anh)
Hange Zoë là Đoàn trưởng thứ 14 của Quân Trinh Sát, được chỉ định bởi Erwin Smith trước cái chết của anh. Trước đó cô là đội trưởng phụ trách Đội Bốn, có nhiệm vụ sáng tạo, phát minh và tiến hành các thí nghiệm trên Titan, bao gồm cả Eren Yeager. Cô được biết đến là một người vô cùng đam mê với công việc này đến mức bị ám ảnh với Titan. Sau khi được thăng lên chức Đoàn trưởng, Hange cũng phụ trách việc lập các kế hoạch đi viễn chinh ngoài tường thành, quản lý binh đoàn, tuyển mộ và các nhiệm vụ khác đã từng được Erwin xử lý trước đây. Sau khi hi sinh, chức Đoàn trưởng của Hange đã được trao lại cho Armin Arlert. Hange Zoë sinh ngày 5/9. 

### Chiến Binh Marley

#### Thành viên chính thức

##### Zeke Yeager
Lồng tiếng: Takehito Koyasu (tiếng Nhật), Jason Liebrecht (tiếng Anh)
Zeke Yeager là cựu Chỉ huy của Đơn vị Chiến binh Marley, được chỉ định đi lấy lại Titan Thủy Tổ từ người Eldia trên đảo Paradis. Anh là người kế thừa Titan Quái Thú, và được Reiner Braun cho là chiến binh mạnh nhất, đối ngược với danh hiệu "Người lính mạnh nhất nhân loại" của Levi Ackerman. Sau Chiến dịch chiếm đảo Paradis, Zeke đã bí mật làm việc với Eren và Quân Trinh Sát với tư cách là một gián điệp hai mang, trước khi tự giả cái chết của mình trong cuộc đột kích vào Liberio và chính thức đào tẩu sang Eldia. Zeke đã thao túng và lừa dối cả hai phe trong cuộc chiến giữa Eldia và Marley để đạt được kế hoạch gây ra sự diệt vong cho chính dân tộc mình, mà anh coi là "sự cứu rỗi". Anh là con trai của Grisha Yeager và Dina Fritz, anh trai cùng cha khác mẹ của Eren Yeager và là một thành viên hoàng tộc nhà Fritz bên họ mẹ. Zeke Yeager sinh ngày 1/8, cùng ngày sinh với Reiner Braun. 

##### Reiner Braun
Lồng tiếng: Yoshimasa Hosoya (tiếng Nhật), Robert McCollum (tiếng Anh)
Reiner Braun là Phó Chỉ huy của Đơn vị Chiến binh và là nhân vật chính của Đại chiến Titan thông qua góc nhìn của người Marley. Anh lớn lên trong khu tập trung Liberio và là đứa con ngoài giá thú của một người Eldia và một người Marley. Cuối cùng, anh đã được chọn để trở thành một trong những Chiến binh Marley khi còn là một đứa trẻ. Vào năm mười tuổi, anh được kế thừa sức mạnh của Titan Thiết Giáp. Năm 845, Reiner cùng Bertholdt Hoover, Annie Leonhart và Marcel Galliard xâm nhập vào đảo Paradis như một phần của chiến dịch để lấy lại Titan Thủy Tổ. Sau sự sụp đổ của thành Maria, anh đã gia nhập Quân Trinh Sát sau khi tốt nghiệp Khóa huấn luyện thứ 104 và đứng hạng 2. Reiner Braun sinh ngày 1/8, cùng ngày sinh với Zeke Yeager. 

##### Bertholdt Hoover
Lồng tiếng: Tomohisa Hashizume (tiếng Nhật), David Matranga (tiếng Anh)
Bertholdt Hoover là một người Eldia và là một trong các Chiến binh Marley. Anh đến từ khu tập trung Liberio và sở hữu sức mạnh của Titan Đại Hình, khiến cho anh trở thành một trong những mối đe dọa lớn nhất đối với nhân loại trong tường thành. Vào năm 845, anh xâm nhập vào đảo Paradis cùng Reiner Braun, Annie Leonhart và Marcel Galliard như một phần của chiến dịch lấy lại Titan Thủy Tổ. Sau đó, Bertholdt ghi danh và tốt nghiệp Khóa huấn luyện thứ 104, đứng hạng 3 trên 10 người xuất sắc nhất và gia nhập Quân Trinh Sát, cho đến khi bị lộ thân phận là Titan Đại Hình. Anh được những người khác nhận xét là một người yếu đuối và ít nói. Bertholdt Hoover đã bị Armin Arlert ăn thịt để kế thừa Titan Đại Hình. Bertholdt Hoover sinh ngày 30/12.

##### Annie Leonhart
Lồng tiếng: Yū Shimamura (tiếng Nhật), Laura Landa (tiếng Anh)
Annie Leonhart là một học viên tốt nghiệp từ Khóa huấn luyện thứ 104 và cựu thành viên của Quân Cảnh Vệ. Kỹ năng sử dụng kiếm và đấu tay đôi xuất chúng của cô đã giúp Annie đứng hạng 4 trên 10 người xuất sắc nhất của khóa, nhưng cô cũng được coi như một con sói đơn độc luôn gặp khó khăn trong việc hợp tác với người khác. Cô sở hữu sức mạnh của Titan Nữ Hình. Được huấn luyện từ nhỏ bởi cha mình, Annie đã được chọn để trở thành Chiến binh Marley. Vào năm 845, cô được đưa tới đảo Paradis với nhiệm vụ lấy lại Titan Thủy Tổ cùng Reiner Braun, Bertholdt Hoover và Marcel Galliard. Dưới dạng Titan Nữ Hình, Annie được coi là một nhân vật phản diện trước khi bị Eren Yeager đánh bại và ngay lúc đó, cô đã tự hóa cứng bản thân và rơi vào trạng thái hôn mê. Annie đã bị Quân Trinh Sát giam giữ dưới lòng đất khoảng bốn năm trước khi trốn thoát trong một trận chiến giữa quân đội của đảo Paradis, phái Yeager và quân đội Marley. Annie Leonhart sinh ngày 22/3. 

##### Pieck Finger
Lồng tiếng: Manami Numakura (tiếng Nhật), Amber Lee Connors (tiếng Anh)
Pieck Finger là một người Eldia và là một trong các Chiến binh Marley. Cô là người kế thừa hiện tại của Titan Ngựa. Pieck Finger sinh ngày 5/8.

##### Porco Galliard
Lồng tiếng: Toshiki Masuda (tiếng Nhật), Kellen Goff (tiếng Anh)
Porco Galliard là một người Eldia và là em trai của Marcel Galliard. Anh là một trong các Chiến binh Marley và đã kế thừa Titan Hàm từ Ymir. Porco Galliard sinh ngày 11/11.

##### Marcel Galliard
Lồng tiếng: Masamichi Kitada (tiếng Nhật), Nathan Sharp (tiếng Anh)
Marcel Galliard là anh trai của Porco Galliard, và là đồng đội cũng như bạn thuở nhỏ của Reiner Braun, Bertholdt Hoover, Annie Leonhart và Pieck Finger. Anh là thành viên của một nhóm các Chiến binh được Marley đưa tới đảo Paradis để tấn công những người dân Eldia bên trong các bức tường thành hòng lấy lại Titan Thủy Tổ, nhưng nhiệm vụ của anh đã bị gián đoạn bởi sự xuất hiện đột ngột của Ymir, dưới dạng một Titan thường và bị cô ăn thịt. Marcel sở hữu sức mạnh của Titan Hàm. Marcel sinh ngày 10/8.

#### Các ứng cử viên

##### Gabi Braun
Lồng tiếng: Ayane Sakura (tiếng Nhật), Lindsay Seidel (tiếng Anh)
Gabi Braun là một người Eldia sống trong khu tập trung Liberio và là em họ của Reiner Braun. Cô là một ứng cử viên Chiến binh và có khả năng sẽ được kế thừa Titan Thiết Giáp, Gabi chính là người đã bắn chết Sasha.

##### Falco Grice
tiếng: Natsuki Hanae (tiếng Nhật), Bryson Baugus (tiếng Anh)
Falco Grice là một ứng cử viên Chiến binh người Eldia làm việc cho chính phủ Marley và là em trai của Colt Grice. Dù ban đầu là một trong những ứng cử viên chính để kế thừa Titan Thiết Giáp nhưng hiện tại, Falco sở hữu sức mạnh của Titan Hàm khi đã vô tình kế thừa nó từ Porco Galliard sau khi bị biến thành một Titan thường bởi Zeke Yeager.

##### Colt Grice
Lồng tiếng: Masaya Matsukaze (tiếng Nhật), Griffin Burns (tiếng Anh)
Colt Grice là một người Eldia đang sinh sống tại Marley và là anh trai của Falco Grice. Anh là một ứng cử viên Chiến binh và được chọn làm người kế thừa Titan Quái Thú.            

##### Zofia
Lồng tiếng: Yuumi Kawashima (tiếng Nhật), Katelyn Gault (tiếng Anh)
Zofia là một ứng cử viên Chiến binh người Eldia làm việc cho chính phủ Marley. Cô là một ứng cử viên để kế thừa Titan Thiết Giáp trước khi chết vì bị đè bởi một mảng bê tông trong cuộc đột kích vào Liberio. 

##### Udo
Lồng tiếng: Ayumu Murase (tiếng Nhật), Ry McKeand (tiếng Anh)
Udo là một ứng cử viên Chiến binh người Eldia làm việc cho chính phủ Marley. Cậu là một ứng cử viên để kế thừa Titan Thiết Giáp trước khi chết vì bị dẫm nát đầu khi cố cứu Zofia khỏi mảng bê tông trong cuộc đột kích vào Liberio. 

### Các thành viên hoàng tộc

#### Historia Reiss
Lồng tiếng: Shiori Mikami (tiếng Nhật), Bryn Apprill (tiếng Anh)
Historia Reiss là Nữ hoàng của những Bức tường thời điểm hiện tại. Cô cũng là đứa con ngoài giá thú của Rod Reiss - một quý tộc và là thành viên duy nhất còn lại của gia đình hoàng gia Reiss. Cô được nuôi nấng và lớn lên tách biệt với những người khác tại một trong những điền trang của nhà Reiss cho đến khi thành Maria sụp đổ. Không lâu sau đó, Historia phải chứng kiến mẹ mình bị sát hại ngay trước mắt và bị buộc phải từ bỏ tên của mình và thừa nhận di sản dòng họ Reiss, lấy danh tính mới là Christa Lenz và gia nhập quân đội, điều dự là sẽ lấy mạng cô. Nhờ phần lớn vào tầm ảnh hưởng của Ymir, cô đã tốt nghiệp với thứ hạng 10 trong số các học viên xuất sắc nhất của Khóa huấn luyện thứ 104 và gia nhập Quân Trinh Sát. Cuối cùng, Historia cũng đã lấy lại được tên thật của mình và trở thành một người quan trọng của binh đoàn. Sau thành công của một cuộc đảo chính, cô đã lên ngôi và trở thành tân Nữ hoàng của những Bức tường, thay thế chính quyền bù nhìn cũ.

#### Rod Reiss
Lồng tiếng: Yusaku Yara (tiếng Nhật), Kenny Green (tiếng Anh)
Rod Reiss, thường được công chúng biết đến là Lãnh chúa Reiss, và là Vua của những Bức tường thực sự từ năm 845 đến 850, nhưng giả danh như một nhà quý tộc sống trong thành Sina. Ông đã tìm cách lấy lại Titan Thủy Tổ cho dòng họ Reiss, bằng cách để con gái mình là Historia biến thành Titan và ăn thịt Eren Yeager.

#### Frieda Reiss
Lồng tiếng: Yōko Hikasa (tiếng Nhật), Dawn M. Bennett (tiếng Anh)
Frieda Reiss là con gái lớn nhất của Rod Reiss và là chị gái cùng cha khác mẹ của Historia. Cô là Nữ hoàng của những Bức tường thực sự từ năm 842 đến 845 và là người cuối cùng thừa kế sức mạnh của Titan Thủy Tổ trước khi nó bị hợp nhất với Titan Tiến Công. Cô được biết đến khi xuất hiện trong các ký ức của Eren và Historia. Sau sự sụp đổ của quận Shiganshina, Grisha Yeager đã tìm đến Frieda để cầu xin gia đình Reiss bảo vệ mọi người trước sự tấn công của Titan sau khi thành Maria bị phá thủng. Bị kiểm soát bởi ý chí của Vị vua đầu tiên, cô từ chối và đã hóa Titan Thủy Tổ để gây chiến với Titan Tiến Công của Grisha. Cuối cùng, Frieda bị đánh bại và bị Grisha ăn thịt, lấy được sức mạnh và ký ức của cô. 

#### Uri Reiss
Lồng tiếng: Toshio Furukawa (tiếng Nhật), Nazeeh Tarsha (tiếng Anh)
Uri Reiss là em trai của Rod Reiss và là cậu của Historia Reiss. Ông là Vua của những Bức tường thực sự tại một khoảng thời gian nào đó cho đến năm 842 và là người bạn thân nhất của Kenny Ackerman. Ông kế thừa Titan Thủy Tổ từ cha mình và đã truyền lại sức mạnh Titan cùng với ngôi vị cho cháu gái mình, Frieda Reiss. 

#### Ymir Fritz
Ymir Fritz là người đầu tiên có được sức mạnh của Titan. Cô là nô lệ của vua Eldia, người đã lạm dụng sức mạnh của Ymir để mang lại sự thịnh vượng cho Eldia trong khi lại tàn phá Marley và các quốc gia khác. Mười ba năm sau khi thức tỉnh sức mạnh của mình, Ymir đã chết sau khi bảo vệ nhà vua, và xác của cô sau đó đã bị chính ba người con gái của họ là Maria, Rose và Sina ăn thịt. Sức mạnh của cô sau đó đã dần phân tách, và cuối cùng đã hình thành nên Chín Titan như hiện tại. Sau cái chết của mình, Ymir được đưa tới Tọa Độ, nơi cô bắt đầu nhào nặn ra các Titan từ cát và tuân theo lệnh gia đình hoàng tộc mỗi khi họ tìm kiếm sức mạnh của Titan Thủy Tổ. 

#### Dina Fritz
Dina Fritz là người vợ đầu tiên của Grisha Yeager, thành viên của Hội Phục hưng Eldia, và, trước khi sinh ra con trai mình là Zeke, là hậu duệ cuối cùng của gia đình hoàng tộc đang sống tại Marley. Cô đã bị bắt vì phản bội chính quyền Marley và bị biến thành một Titan Dị thường mà sau đó sẽ ăn thịt người vợ hai của chồng mình, Carla Yeager.

## Titan
Các Titan (巨人, Kyojin) là nhân vật phản diện chính của bộ truyện. Chúng là những sinh vật có hình dáng con người nhưng không có bộ phận sinh sản. Đa phần các Titan cao từ 3 đến 15 mét. Bản năng của chúng là ăn thịt người vì chúng được cho thấy là không tấn công các loài vật khác. Hầu hết các Titan cần ánh sáng mặt trời để cử động và di chuyển, chúng không cần thức ăn hay thức uống và thường nôn ra phần còn lại của những người chúng đã nuốt chửng. Các Titan có làn da cứng và có khả năng tự tái tạo bộ phận cơ thể, chỉ có thể giết chúng bằng cách rạch một vết sâu ở gáy. Chúng có nhiệt độ cơ thể cao và tỏa ra hơi nước. Phần lớn các Titan là Titan Thuần chủng (無垢の巨人, Muku no Kyojin), chúng chậm chạp và vụng về, không có dấu hiệu của trí khôn và hành động như những con thú không lý trí chỉ có mục tiêu duy nhất là ăn thịt bất kỳ con người nào mà chúng bắt gặp. Nhưng một số Titan Thuần chủng được gọi là Đột biến (奇行種, Kikō-shū) lại có thể di chuyển rất nhanh và đủ khôn ngoan để làm lơ số ít người vây quanh và hướng đến chỗ đông người hơn.

### Chín Titan
Một số người Eldia được gọi là Titan Shifter (巨人化能力者) có khả năng biến qua lại tùy theo ý mình giữa hình dạng con người và dạng Titan. Họ cần một chấn thương nhỏ trên cơ thể để biến hình, đồng thời cũng cần có mục tiêu rõ ràng trong đầu. Khi ở dạng Titan, cơ thể người của họ nằm ở gáy Titan, kết nối với cơ thể Titan thông qua các khối mô cơ. Ymir Fritz thường được coi là Titan Shifter đầu tiên.
Chín Titan (九つの巨人, Kokonotsu no Kyojin) là chín dòng máu Titan Shifter đã được truyền lại qua các thế hệ người Eldia trong gần 2.000 năm sau cái chết của Ymir Fritz, mỗi người trong số họ đều thừa hưởng một phần chín linh hồn của Ymir và sở hữu một năng lực Titan đặc biệt (巨人の力, Kyojin no Chikara).

## Các nhân vật khác

##### Yelena
Yelena là người đứng đầu hội Tình Nguyện Viên chống Marley làm việc dưới trướng Zeke Yeager. Cô là người lính thuộc đội khảo sát đầu tiên đến Paradis sau chiến dịch thất bại của Marley.

##### Onyankopon
Onyankopon là một thành viên của hội Tình Nguyện Viên chống Marley làm việc dưới trướng Zeke Yeager. Anh là một người lính thuộc đội khảo sát đầu tiên đến Paradis sau chiến dịch thất bại của Marley. Là một phi công tài ba, anh đã giúp Quân Trinh Sát trốn thoát khỏi cuộc đột kích vào Liberio và một thời gian sau đó đã điều khiển chiếc tàu bay cho Quân Trinh Sát và các Chiến Binh đồng minh để đuổi theo Eren Yeager giữa Rung Chấn.

##### Grisha Yeager
Lồng tiếng: Hiroshi Tsuchida (tiếng Nhật), Chris Hury (tiếng Anh)
Grisha Yeager là một người Eldia đến từ khu tập trung Liberio ở Marley, và là một thành viên của Hội Phục hưng Eldia. Khi Hội bị chính con trai của Grisha - Zeke - chỉ điểm và các thành viên bị bắt, ông đã phải chứng kiến mọi người, kể cả vợ mình bị tiêm dịch tủy và biến thành Titan. Lúc đó, "Cú" đã tiết lộ danh tính và cứu ông. Grisha sau đó được gửi đi làm nhiệm vụ bởi "Cú" - một gián điệp ẩn danh của Hội trong nội bộ Marley và được kế thừa sức mạnh của Titan Tiến Công để xâm nhập vào tường thành và lấy lại Titan Thủy Tổ từ dòng họ Reiss. Ông được Keith Sadies đưa vào trong thành và định cư tại quận Shiganshina. Grisha đã kể lại chi tiết về Eldia, Marley, Titan và quá khứ của mình trong ba cuốn sách mà ông cất giấu dưới căn hầm. Tại Marley, ông đã kết hôn với Dina Fritz và có một người con trai tên Zeke. Sau khi được đưa tới đảo Paradis, Grisha đã tái hôn với Carla Yeager và có người con trai thứ hai, Eren Yeager. Ông cũng đã nhận nuôi Mikasa Ackerman vào năm 844.

##### Carla Yeager
Lồng tiếng: Yoshino Takamori (tiếng Nhật), Jessica Cavanagh (tiếng Anh)
Carla Yeager là mẹ ruột của Eren Yeager, mẹ nuôi của Mikasa Ackerman và là vợ hai của Grisha Yeager. Khi thành Maria sụp đổ vào năm 845, bà đã bị ăn thịt bởi một Titan, mà sau này được tiết lộ chính là người vợ thứ nhất của Grisha, Dina Fritz biến thành.

##### Faye Yeager
Lồng tiếng: Chiyuki Miura (tiếng Nhật), Sarah Wiedenheft (tiếng Anh)
Faye Yeager là em gái của Grisha Yeager, là một người Eldia sinh sống tại khu tập trung Liberio.Trong một lần cùng anh trai đi ra khỏi khu tập trung để xem một chiếc tàu bay trên trời, hai anh em đã bị sĩ quan Marley bắt gặp. Họ định rằng sẽ trừng phạt cả hai người vì đã rời khỏi khu tập trung mà không có sự cho phép. Sau khi Grisha đã xin nhận tội cho cả em gái, một tên sĩ quan đã đánh đập Grisha, còn tên kia thì đưa Fay đi và cô bé đã không trở lại ngay cả khi Grisha đã về nhà. Bảy năm sau, Grisha đã gia nhập Hội Phục hưng Eldia sau khi nhận được thông tin tiết lộ sự thật rằng Faye đã bị bắt đi bởi tên sĩ quan người Marley đã hộ tống cô bé đi về hôm đó và bị sát hại một cách dã man.   

##### Eren Kruger
Lồng tiếng: Yasunori Matsumoto (tiếng Nhật), Ray Chase (tiếng Anh)
Eren Kruger là một gián điệp người Eldia giả danh sĩ quan Marley của Cục Bảo an. Ông đã thành lập ra Hội Phục hưng Eldia, và sử dụng mật danh "Cú" để giao tiếp với những người trong Hội. Tại một thời điểm nào đó, ông đã bí mật kế thừa Titan Tiến Công. Vào năm 832, sau khi các thành viên của Hội phục hưng bị bắt và biến thành Titan, Kruger đã hóa Titan và tấn công các sĩ quan Marley khác trước khi Grisha bị giết. Ông tiết lộ thân phận "Cú" của mình với Grisha và bày tỏ mong muốn có thể lấy lại sức mạnh của Titan Thủy Tổ để cứu lấy Eldia. Grisha sau đó đã được kế thừa sức mạnh của Titan Tiến Công từ Kruger và tiếp tục nhiệm vụ giành lại Titan Thủy Tổ của ông.

##### Tom Xavier
Tom Xavier là một nhà nghiên cứu và Chiến binh người Eldia sở hữu sức mạnh của Titan Quái Thú. Ông là người hướng dẫn và là bạn của Zeke Yeager, khi thường xuyên dạy cậu chơi bóng chày lúc còn nhỏ. Khi Hội Phục hưng Eldia bị chính quyền Marley sờ gáy và Zeke đã thuyết phục cha mẹ mình từ bỏ nhưng bất thành, Xavier đã khuyên nhủ cậu để tố cáo cha mẹ cho chính quyền Marley, cứu lấy bản thân và ông bà cậu đồng thời nhận được sự tin tưởng của Marley. Vào năm 842, Xavier truyền lại Titan Quái Thú cho Zeke.

##### Azumabito Kiyomi
Lồng tiếng: Kiri Yoshizawa (tiếng Nhật), Michelle Rojas (tiếng Anh)
Azumabito Kiyomi là đại sứ của Hizuru và là một đồng minh của người Eldia trên đảo Paradis. Bà có mối liên hệ với Mikasa Ackerman và mẹ cô, khi cũng là người phương Đông và là hậu duệ của gia tộc Shogun.

##### Willy Tybur
Lồng tiếng: Kazuhiko Inoue (tiếng Nhật), Jonah Scott (tiếng Anh)
Willy Tybur là một quý tộc người Eldia sống tại Marley. Ông là người đứng đầu gia tộc Tybur và đã ngầm điều khiển chính quyền Marley từ trong bóng tối, dù ban đầu ông đã lựa chọn không dính dáng tới quân đội của họ. Tại một lễ hội do gia tộc Tybur tổ chức, khi đang diễn thuyết trước các đại sứ trong khu tập trung Liberio và tuyên bố chiến tranh với đảo Paradis, Willy đã bị Eren Yeager, người đã bí mật trà trộn vào từ trước và bất ngờ hóa Titan giữa lễ hội, ăn thịt. Điều này cũng đánh dấu sự bắt đầu cho cuộc đột kích vào Liberio của Quân Trinh Sát.

##### Lara Tybur
Lồng tiếng: Mamiko Noto (tiếng Nhật), Suzie Yeung (tiếng Anh)
Lara Tybur là em gái Willy Tybur, là một quý tộc người Eldia sống tại Marley và là người kế thừa bí mật sức mạnh của Titan Búa Chiến. Trong cuộc đột kích vào Liberio, cô đã bị Eren Yeager đánh bại và chiếm lấy Titan Búa Chiến.

##### Nicolo
Lồng tiếng: Eiji Hanawa
Niccolo là một cựu binh người Marley từng phục vụ trong hải quân của Marley, và thuộc đội khảo sát đầu tiên đến Paradis sau thất bại của Chiến dịch chiếm đảo Paradis. Sau khi bị bắt giam, anh bắt đầu làm việc trên đảo với vai trò là đầu bếp cho quân đội Eldia.

##### Karina Braun
Lồng tiếng: Atsuko Yuya (tiếng Nhật), Casey Casper (tiếng Anh)
Karina Braun là mẹ của Reiner Braun và là cô của Gabi Braun. Bà sống tại Liberio, là một người Eldia và từng có mối quan hệ với một người đàn ông người Marley, dẫn đến việc Reiner ra đời. Vì những quan hệ như vậy bị cấm ở Marley, bà đã phải nuôi con một mình trong khu tập trung.

##### Kenny Ackerman
Lồng tiếng: Kazuhiro Yamaji (tiếng Nhật), Phil Parsons (tiếng Anh)
Kenny Ackerman là một thành viên của Đội Nội vụ đầu tiên thuộc Quân Cảnh Vệ và là đội trưởng của Lực lượng Áp chế Con Người. Kenny là một tên giết người hàng loạt, nổi tiếng với việc cắt cổ nạn nhân của mình. Ông thành thạo trong việc không để bị bắt đến nỗi được vài người xem như là một truyền thuyết đô thị được biết đến với cái tên "Kenny Đồ Tể". Sau khi gặp gỡ và làm bạn với Uri Reiss, ông làm việc cho gia đình hoàng tộc nhưng cũng thầm mong ước có được cho mình thứ sức mạnh "thần thánh" mà dòng họ Reiss sở hữu. Ông là anh trai của Kuchel Ackerman và là chú ruột của Levi Ackerman, từng nuôi và dạy anh cách để sống sót ở Thành phố ngầm khi còn nhỏ.

##### Kuchel Ackerman
Kuchel Ackerman là mẹ của Levi Ackerman và là em gái của Kenny Ackerman. Bà từng làm việc trong một nhà thổ dưới lòng đất và đã qua đời vì bệnh.

##### Ymir
Lồng tiếng: Saki Fujita (tiếng Nhật), Elizabeth Maxwell (tiếng Anh)
Ymir là một học viên tốt nghiệp từ Khóa huấn luyện thứ 104 và là cựu thành viên của Quân Trinh Sát. Cô từng sở hữu sức mạnh của Titan Hàm sau khi ăn thịt Marcel Galliard, và biết được về nguồn gốc thực sự của Titan cũng như lịch sử của thế giới bên ngoài những bức tường. Khi được đưa về Marley, Ymir đã tự nguyện để cho Porco Galliard ăn thịt mình và kế thừa sức mạnh của Titan Hàm.

##### Marco Bodt
Lồng tiếng: Ryōta Ōsaka (tiếng Nhật), Austin Tindle (tiếng Anh)
Marco Bodt là một học viên của Khóa huấn luyện thứ 104 và tốt nghiệp với thứ hạng 7 trên 10 người xuất sắc nhất khóa. Cậu được giao nhiệm vụ chiến đấu với Titan trong quá trình sơ tán người dân sau khi quận Trost bị Titan tấn công và được giao quyền chỉ huy đội của mình. Trong trận chiến này, Marco đã phát hiện ra bí mật của Reiner và Bertholdt khi tình cờ nghe được cuộc nói chuyện của hai người. Sau đó, Reiner, Bertholdt và Annie đã tìm và tấn công cậu. Annie đã tháo bộ cơ động của Marco ra, khiến cho cậu không thể di chuyển được và cuối cùng đã bị một Titan ăn thịt nửa người bên phải.

##### Mike Zacharias
Lồng tiếng: Kenta Miyake (tiếng Nhật), Jason Douglas (tiếng Anh)
Mike Zacharias là binh đoàn trưởng của Đội Mike, một phân đội quan trọng của Quân Trinh Sát. Là một người lính đáng tin cậy, anh được coi là người lính mạnh thứ nhì nhân loại chỉ sau Levi Ackerman. Mike có khứu giác cực kỳ tốt, cho phép anh có thể phát hiện ra các Titan từ khoảng cách rất xa. Anh đã bị các Titan bao vây và xé xác khi bị Titan Quái Thú lấy đi bộ cơ động lập thể.

##### Moblit Berner
Lồng tiếng: Rintarō Nishi (tiếng Nhật), Jerry Jewell (tiếng Anh)
Moblit Berner là một thành viên của Quân Trinh Sát và là đội phó của Đội Bốn thuộc Quân Trinh Sát, dưới quyền chỉ huy của Hange Zoë. Anh cũng từng là trợ lý và người đưa tin cho Hange. Trong trận chiến ở quận Shiganshina, Moblit đã bỏ mạng khi hi sinh bản thân mình để cứu Hange trước vụ nổ gây ra bởi sự biến hình của Bertholdt.

##### Petra Ral
Lồng tiếng: Natsuki Aikawa (tiếng Nhật), Caitlin Glass (tiếng Anh)
Petra Ral là một người lính của Quân Trinh Sát được chọn bởi Levi Ackerman cho Đội Đặc nhiệm Đặc biệt. Trong cuộc viễn chinh lần thứ 57, cô đã bị giết bởi Titan Nữ Hình.

##### Oruo Bozad
Lồng tiếng: Shinji Kawada (tiếng Nhật), Christopher Corey Smith (tiếng Anh)
Oruo Bozad là một người lính của Quân Trinh Sát được chọn bởi Levi Ackerman cho Đội Đặc nhiệm Đặc biệt. Anh là một người lính lành nghề với số lần tiêu diệt Titan rất cao. Trong cuộc viễn chinh lần thứ 57, anh đã bị tấn công và giết bởi Titan Nữ Hình.

##### Eld Gin
Lồng tiếng: Susumu Chiba (tiếng Nhật), Vic Mignogna (tiếng Anh)
Eld Gin là chỉ huy thứ hai của Quân Trinh Sát được Levi Ackerman chọn vào Đội Đặc nhiệm Đặc biệt. Anh đã bỏ mạng trong cuộc viễn chinh lần thứ 57, khi bị Titan Nữ Hình giết.

##### Gunther Schultz
Lồng tiếng: Kōzō Mito (tiếng Nhật), Brett Weaver (tiếng Anh)
Gunther Schultz là một người lính của Quân Trinh Sát được chọn bởi Levi Ackerman cho Đội Đặc nhiệm Đặc biệt. Anh đã bị giết bởi Titan Nữ Hình trong cuộc viễn chinh lần thứ 57.
Louise
Lồng tiếng: Mariko Nagai (tiếng Nhật), Amanda Lee (tiếng Anh) 
Louise là một thành viên của Quân Trinh Sát. Khi cô còn nhỏ, Louise cùng mẹ mình đã cố gắng chạy thoát khỏi quận Trost khi Titan bắt đầu tràn vào và được cứu bởi Mikasa Ackerman. Bốn năm sau cuộc chiến ở quận Trost, Louise đã tham gia vào cuộc đột kích vào Liberio. Sau khi Eren Yeager bị quân đội giam giữ, cô cùng Floch Forster và vài tân binh khác của Quân Trinh Sát giúp lộ thông tin về hoàn cảnh hiện tại của cậu với công chúng. 

##### Hitch Dreyse
Lồng tiếng: Akeno Watanabe (tiếng Nhật), Brittney Karbowski (tiếng Anh)
Hitch Dreyse là một binh nhì thuộc Quân Cảnh Vệ đóng tại quận Stohess. Cô cũng là một học viên tốt nghiệp từ Khóa huấn luyện thứ 104, nhưng không thuộc khu vực phía Nam với nhóm Eren. 

##### Marlo Freudenberg
Lồng tiếng: Tomokazu Sugita (tiếng Nhật), Todd Haberkorn (tiếng Anh)
Marlo Freudenberg là một tân binh thuộc đội Klaus trong Quân Trinh Sát và là cựu binh nhì của Quân Cảnh Vệ đóng ở quận Stohess cho đến khi chi nhánh của cậu bị thay đổi. Cậu cũng là một học viên tốt nghiệp từ Khóa huấn luyện thứ 104, nhưng không cùng khu vực với nhóm của Eren Yeager. Cậu đã chết khi bị trúng một viên đá của Zeke Yeager ném đến. 

##### Dhalis Zachary
Lồng tiếng: Hideaki Tezuka (tiếng Nhật), John Swasey (tiếng Anh)
Dhalis Zachary là người lãnh đạo của cả ba đội quân của quân đội: Quân Trinh Sát, Quân Đồn Trú và Quân Cảnh Vệ. Vào năm 854, ông đã bị một số thành viên của Phái Yeager ám sát khi lên kế hoạch lấy Titan Thủy Tổ từ Eren Yeager.

##### Nile Dawk
Lồng tiếng: Anri Katsu (tiếng Nhật), Ian Sinclair (tiếng Anh)
Nile Dawk là cựu đoàn trưởng của Quân Cảnh Cảnh Vệ. Ông đã bị Zeke Yeager biến thành Titan khi quân đội Marley tiến hành một cuộc phản công vào quận Shiganshina.

##### Dot Pixis
Lồng tiếng: Masahiko Tanaka (tiếng Nhật), R. Bruce Elliott (tiếng Anh)
Dot Pixis là cựu tướng đứng đầu Quân Đồn Trú ở khu vực phía Nam, bao gồm có quận Trost. Ông được giao toàn quyền trong việc chiến đấu và phòng thủ. Một thời gian sau khi uống phải dịch tủy của Zeke, Pixis đã bị biến thành Titan Vô tri trong cuộc tấn công bất ngờ của Marley vào quận Shiganshina.

##### Keith Shadis
Lồng tiếng: Tsuguo Mogami (tiếng Nhật), Patrick Seitz (tiếng Anh)
Keith Shadis là quản giáo của Khóa huấn luyện thứ 104, chịu trách nhiệm cho việc huấn luyện và nâng cao các học viên để trở thành người lính. Keith trước đây là Đoàn trưởng thứ 12 của Quân Trinh Sát và là người tiền nhiệm của Erwin Smith. Ông được biết đến là Đoàn trưởng duy nhất trong lịch sử quân đội từ chức trước khi qua đời. 

##### Furlan Church
Lồng tiếng: Kōji Yusa 
Furlan Church là một trong hai người bạn đồng hành với Levi Ackerman từ khi còn sống ở Thành Phố Ngầm cho đến khi cùng gia nhập Quân Trinh Sát. Trong lần đi viễn chinh đầu tiên của mình, anh đã bị một Titan tấn công và ăn thịt.  

##### Isabel Magnolia
Lồng tiếng: Mariya Ise 
Isabel Magnolia là một trong hai người bạn đồng hành với Levi Ackerman từ khi còn sống ở Thành Phố Ngầm cho đến khi cùng gia nhập Quân Trinh Sát. Trong lần đi viễn chinh đầu tiên của mình, giống như Furlan, cô cũng đã bị giết bởi một Titan. 

##### Nick
Lồng tiếng: Tomohisa Asō (tiếng Nhật), Francis Henry (tiếng Anh)
Nick, thường được gọi là Mục sư Nick, là một thành viên tận tụy và có địa vị cao của Nhà thờ Bức tường, một giáo phái tôn thờ ba bức tường thành và tôn chúng là thánh thần. Sau này, ông đã bị giết bởi hai binh sĩ từ Đội Nội vụ đầu tiên thuộc Quân Cảnh Vệ.

##### Ilse Langnar
Lồng tiếng: Sachi Kokury
Ilse Langnar là một thành viên của Quân Trinh Sát. Cô đã tham gia cuộc viễn chinh ngoài bức tường lần thứ 34 và phụ trách cánh trái của lữ đoàn thứ hai. Trong cuộc viễn chinh, Ilse đã vô tình gặp một Titan biết nói và cuối cùng vẫn bị nó ăn thịt, nhưng đã kịp thời viết lại những thông tin hữu ích vào một cuốn sổ mà sau này đã hỗ trợ cho các nghiên cứu của Hange Zoe.